# Johanna Törn-Mangs
Johanna Törn-Mangs, född 1970, är en finlandssvensk mediechef och journalist. Sedan januari 2025 är hon direktör och ansvarig chefredaktör för Kreativt innehåll och medier på Yle. Hon är medlem i Yles ledningsgrupp sedan 2020.
Enheten för kreativt innehåll och medier ansvarar för finskspråkigt innehåll inom fakta, drama, kultur, underhållning, samt barn- och ungdomsinnehåll. Den hanterar också Radions symfoniorkester, programutbud, varumärken och publiceringsplanering för Yles finskspråkiga tv- och radiokanaler.
Från juli 2020 var hon direktör för Svenska Yle med ansvar för innehåll, personal och utgivning. Hon fungerade samtidigt som chefredaktör och ansvarig redaktör för det svenskspråkiga innehållet. Hon har en magisterexamen i ekonomi från Åbo Akademi.
Johanna Törn-Mangs ansvarade under hösten 2023 för utarbetandet av nya principer för ansvarsfull användning av artificiell intelligens på Yle. I Yles ledningsgrupp fungerar hon som ansvarig direktör för ansvarsfull AI.  
Törn-Mangs var tidigare mediechef för Svenska Yle 2017–2020. Mellan juli och december 2017 fungerade hon som vikarierande chefredaktör och direktör på Svenska Yle. Hon har också arbetat som USA-korrespondent och webbproducent på Svenska Yle 2014–2017 samt webbchef på Svenska Yle 2012–2014. År 2010-2012 var hon chef för digitala medier på KSF Media samt nyhetschef, avdelningsredaktör för ekonomiredaktionen, Sverigekorrespondent, webbproducent och reporter på Hufvudstadsbladet 2000–2010.
Förutom inom journalistiken har Törn-Mangs särskilt profilerat sig genom sitt digitala kunnande. Under sin tid på Hufvudstadsbladet och KSF Media deltog Törn-Mangs i många centrala digitala utvecklingsprojekt. Bland annat var hon med och grundade hbl.fi 1997, ledde arbetet med att lansera Hbl på iPad 2011 och lanseringen av en digital prenumeration 2012.
På Svenska Yle ansvarade hon för lanseringen när Yle som första mediebolag i Finland introducerade röststyrning av nyheter och annat innehåll.
Törn-Mangs har författat boken Herrgårdsliv tillsammans med fotografen Leif Weckström.

## Priser
- Snöspaden 1998, Pengar, stiftelser, miljarder. Artikelserie om de finlandssvenska stiftelsernas och fondernas kapital och makt, Hufvudstadsbladet.
- Årets alumn Åbo Akademi 2022[12]

## Publikationer
Törn-Mangs, Johanna (text) & Weckström, Leif (bilder): Herrgårdsliv. Helsingfors: Söderströms, 2011. ISBN 978-951-52-2792-8.